# Syed Ghulam Moinuddin
Syed Ghulam Moinuddin (Islamabad, 17 februari 1958) is een hockeyer uit Pakistan. 
Moinuddin won met de Pakistaanse ploeg de gouden medaille tijdens de Olympische Spelen in het Amerikaanse Los Angeles.

## Erelijst
- 1984 –  Olympische Spelen in Los Angeles
- 1986 -  Aziatische Spelen in Seoel